# 모니카 (두근두근 문예부!)
모니카(モニカ)는 비디오 게임 비주얼 노벨 두근두근 문예부!의 주요 반동인물이다. 이 캐릭터는 댄 살바토가 만들었고 질리안 애시크래프트가 목소리를 연기했다. 모니카는 처음에 세 명의 사랑 상대를 로맨스하는 플레이어의 길을 안내하는 주요 튜터이자 조력자로 등장하지만, 나중에 자기 인식하여 비디오 게임 캐릭터로서 자신의 존재를 알게 된다. 그녀는 자신의 의도를 분명히 하면서 그녀의 말, 행동, 주변 환경이 점점 더 악의적으로 변한다. 그녀는 게임이 끝나면 삭제되는 것처럼 보이지만, 사요리가 모니카가 없을 때 지각 능력을 갖게 된 후 플레이어를 보호하기 위해 게임 자체를 파괴하기 위해 돌아온다.
캐릭터 제작의 영감은 댄 살바토가 처음에는 무해한 연애 게임이었지만 시간이 지남에 따라 끔찍한 일들이 벌어지고 한 소녀가 통제권을 장악하면서 서서히 무너지는 개념을 확장한 것이다. 모니카의 외형은 여러 차례 디자인 변경을 거쳤는데, 그중에는 치비 효과가 적용된 디자인도 있었다. 모니카는 비평가와 게이머들에게 좋은 평가를 받았는데, 일부는 그녀를 무장 해제하고, 수동 공격적이며, 비극적이고, 불길하고, 재치 있다고 평했다. 그녀는 특히 2010년대에 만들어진 캐릭터 중에서 가장 위대한 비디오 게임 캐릭터 중 한 명으로 간주된다.

## 개념 및 제작
모니카는 비디오 게임 두근두근 문예부!를 위해 댄 살바토가 만들었다. 그녀는 플레이어를 내러티브로 안내하는 튜토리얼 캐릭터 역할을 한다. 그러나 게임이 진행됨에 따라 게임 내 다른 캐릭터들은 비정상적으로 변했으며, 모니카는 지각 능력을 갖게 되어 다른 캐릭터의 파일을 조작하여 플레이어에게 불쾌하게 만들었다. 작가 크리스토퍼 패터슨은 그녀를 누군가를 병적으로 사랑하게 되는 캐릭터 유형인 얀데레로 묘사했다. 댄 살바토는 모니카의 디자인을 작성하면서 더 많은 "현실"을 보기 시작했으며, 단순히 일반적인 애니메이션 캐릭터 이상으로 그녀를 탐구하고 싶었다고 언급했다.
모니카의 창조와 능력에 대해 논하면서 댄 살바토는 "무서운 것을 얼굴에 들이밀어서가 아니라 불편하게 만들기 때문에 무서운 것들"에서 영감을 받았다고 설명했다. 이를 위해 댄 살바토는 귀여운 설정의 외관을 개발했는데, 이는 시간이 지남에 따라 캐릭터의 행동과 함께 무너지고 결국 플레이어로부터 게임 제어권을 장악한 악한 캐릭터(모니카)의 역할이 드러날 것이라고 설명했다.
게임의 공포 요소를 만드는 데 댄 살바토는 유메닛키와 이벌전에서 영감을 받았으며, 그의 팀에게 비주얼 노벨 시장이 훨씬 더 대담해지고 동일한 플롯 개념에 덜 의존하기를 원한다고 강조했다. 게임의 다른 전형적인 캐릭터, 즉 사요리, 유리, 나츠키는 표준 애니메이션 원형(소꿉친구, 옆집 소녀, 츤데레, 매닉 픽시 드림 걸 등)을 기반으로 했으며, 서양에서 제작된 비주얼 노벨의 전형적인 유사 일본 분위기를 강조하기 위해 일본어 이름을 부여했으며, 각 캐릭터의 대화는 일본어에서 서투르게 번역된 것처럼 작성되었다. 이러한 형식의 유일한 예외는 모니카로, 다른 캐릭터와 비교하여 그녀의 개별적인 특성을 암시하기 위해 영어 이름과 말씨를 사용했다. 댄 살바토는 게임이 끝날 때 모니카가 자신이 있는 게임을 존중하게 된다고 이야기했다. 게임을 일본어로 현지화할 때 현지화 담당자들은 "Just Monika" 번역에 어려움을 겪었고, 결국 "Monika dake"를 비공식 번역으로 정착했다.
댄 살바토는 예술적 기술이 부족했기 때문에 무료 온라인 애니메이션 제작 프로그램을 사용하여 모니카 및 다른 캐릭터의 초기 캐릭터 디자인을 만들고 이러한 디자인을 게임의 테스트 버전에 적용했다. 댄 살바토는 이러한 품질의 제품이 잠재적 플레이어를 만족시키지 못할 것이라고 인식했으며, 따라서 친구이자 세카이 프로젝트의 번역가에게 캐릭터의 교복 및 헤어스타일 스케치를 요청했다. 댄 살바토는 초반 시각 개발을 카게후미에게 넘겼는데, 그는 프로젝트를 매우 일찍 떠났다. 카게후미가 프로젝트에서 떠난 후 댄 살바토는 프리랜서 아티스트 새첼리에게 연락하여 몇 달 동안 최종 캐릭터 스프라이트를 만들었다. 모니카의 스프라이트는 포즈의 다양성을 높이기 위해 여러 부분으로 만들어졌다.

## 등장인물
모니카는 두근두근 문예부! (2017)의 문예부 네 명의 멤버 중 한 명으로, 부장과 다가오는 축제를 준비하는 지정 착한 소녀 역할을 한다. 그녀는 동료 멤버 사요리, 유리, 나츠키와 함께 이 그룹에 있으며, 가장 새로운 멤버는 주인공이다. 그러나 그녀는 깨달음을 얻어 자신과 친구들이 모두 연애 시뮬레이터 비디오 게임 속 캐릭터임을 알게 된다. 이는 그녀가 주인공에 의해 연애 대상으로 선택될 수 없다는 것을 깨닫고 두드러진 조력자로 쓰여졌다는 것을 깨닫고 다른 소녀들에 대한 그녀의 태도를 급격히 변화시킨다. 그녀는 클럽 회장으로서 게임의 스크립트와 코드를 조작하고 제4의 벽을 깰 수 있음을 발견하고, 플레이어가 그들을 선택하는 대신 그녀를 선택하도록 다른 캐릭터 사요리와 유리(각각 우울증과 자해)의 부정적인 특성을 강조하는 등 스크립트를 조작하여 일을 벌인다. 하지만 플레이어는 플라토닉한 동반자를 위해 "가치 없는" 나츠키에게로 향한다.
모니카는 결국 사요리의 코드를 조작하여 자살하게 만들고, 이로 인해 스크립트가 깨지고 게임이 다시 시작되기 전에 사요리가 게임에서 제거된다. 모니카의 스크립트 조작으로 인해 이 시점부터 게임에는 다양한 "글리치"가 발생하고, 그녀는 유리와 나츠키를 조작하여 그들의 행동을 더욱 불안정하게 만든다. 그녀는 또한 플레이어가 유리나 나츠키를 선택하는 것을 막으려 하며, 한 시점에서는 "Just Monika"라는 문구가 나타난다. 이로 인해 유리는 주인공에 대한 그녀의 집착이 너무 강해져 자살하게 되고, 그 후 모니카는 유리와 나츠키 파일을 삭제한다. 게임은 주인공과 모니카만 남은 상태로 다시 시작되며, 그녀는 주인공을 사랑하는 것이 아니라 플레이어를 사랑한다고 강조한다. 이 시점부터 그녀는 사랑과 채식주의 등 다양한 주제에 대해 논의하며, 플레이어가 게임에서 모니카의 파일을 삭제할 때까지 계속된다.
모니카는 처음에는 삭제된 것에 대해 분노하지만, 결국 다른 사람들에게 어떻게 대했는지 후회하게 된다. 그녀는 자신을 제거하면서 다른 세 명을 되돌리기로 결정한다. 여기서 두 가지 가능한 엔딩이 있다. 일반 엔딩에서는 이제 회장이 된 사요리가 자기 인식을 얻고 모니카의 힘을 갖게 된다. 모니카가 했던 것처럼 플레이어를 가두려 한 후, 모니카는 플레이어를 보호하기 위해 전체 게임을 삭제하기로 결정한다. 모니카는 "Your Reality"라는 노래를 부르고 피아노를 연주하면서 파일을 삭제하며 플레이어와 소통한다. 이 엔딩에서 그녀는 자신의 행동을 설명하는 메모를 남긴다. 다른 엔딩에서는 플레이어가 첫 번째 막에서 사요리, 유리, 나츠키와 동등하게 시간을 보내야 한다. 이로 인해 사요리는 자기 인식을 얻을 때 모니카의 실수에서 배우고 그들을 그렇게 잘 대우해준 플레이어에게 감사하게 된다.
2018년, 모니카는 얀데레 시뮬레이터에 플레이 가능한 캐릭터로 추가되어, "센파이"의 관심을 끄는 누구든 "제거"(죽이기)하려는 강박적으로 사랑에 빠진 여학생 "얀데레-찬" 역할을 맡았다.
모니카는 나중에 원작 게임의 향상된 버전인 두근두근 문예부 플러스! (2021)에 등장한다. 이 게임에서 그녀는 다른 멤버들을 진심으로 아끼는 모습이 보이며, 네 명이 어떻게 클럽을 만들었는지도 보여준다. 두근두근 문예부 플러스! 내 가상 데스크톱에서 접근할 수 있는 추가 스토리 관련 콘텐츠에는 "메타버스 엔터프라이즈 솔루션"이라는 회사(모니카가 탈출하려는 게임 내 두근두근 문예부 개발사)의 이메일 받은 편지함 및 데스크톱 파일 폴더 형태로, 이 콘텐츠는 "VM1"이라는 가상 머신을 사용하여 시뮬레이션 우주를 만들어 자신들의 우주도 시뮬레이션인지 테스트하려는 회사 연구원 그룹에 대해 이야기한다. 그 결과 생긴 포켓 우주에는 네 개의 개체가 포함되어 있으며, 그중 하나인 "A"는 "모니터 커널 접근"("모니카")이라고 하는 커널 코드를 접근할 수 있는 승격된 권한을 부여받는다. 우주와 개체는 게임의 메인 캠페인과 유사한 사건 동안 연구되며, 이메일과 파일은 연구원의 관찰 및 사건 모니터링에 대해 논의하며, 진정한 우주가 시뮬레이션일 가능성을 분석하기 위해 "A"가 인공 존재의 발견에 어떻게 반응할지 관찰하는 것을 목표로 한다고 명시되어 있다. 나중에 VM1 내에 두 번째 "제어" 우주를 만드는 것에 대한 논의가 이루어지는데, 여기서 "A"는 자신의 승격된 권한을 알지 못하며, 이는 사이드 스토리의 사건 및 설정과 유사하다. 연구원들은 프로젝트의 보안을 보장하기 위해 VM1의 내용을 비주얼 노벨 형식으로 변환할 계획이며, 이는 원작 두근두근 문예부의 사건으로 이어진다.
그녀는 굿 스마일 컴퍼니의 넨도로이드 피규어, 유투즈 피규어, 스펜서스 기프트의 상품 등 다양한 상품을 받았다. 그녀는 또한 손목 시계와 토트백 등 여러 액세서리를 받았다. 2018년, 모니카는 팀 살바토의 허락 없이 가이아 온라인에 프리미엄 아바타로 추가되었다.

## 평가 및 분석
모니카는 "Just Monika"와 같은 여러 밈이 만들어질 정도로 게임에서 가장 인기 있는 캐릭터 중 하나가 되었다. 이 인기는 몇 년 동안 지속되었다. 이 정도의 인기는 제작자 댄 살바토에게 놀라움을 안겨주었고, 그는 그녀의 소시오패스적 행동이 정당화되는지, 아니면 결국 구원받는지에 대해 의문을 제기했다. IT미디어 독자 투표에서 모니카는 게임 출연진 중 단연코 가장 인기 있는 캐릭터였다. 그녀는 전체 투표의 거의 절반을 얻었으며, 많은 응답자가 "Just Monika"라고 답했다.
모니카는 페트라나 라둘로비치에 의해 2010년대 최고의 비디오 게임 캐릭터 중 하나로 선정되었는데, 그녀는 플레이어를 자유롭게 함으로써 플레이어에 대한 사랑을 보여주는 모니카의 깨달음에 대해 이야기했다. 게임스팟 작가 조던 라미는 닌텐도 스위치 버전 게임에서 모니카의 반전이 처리된 방식에 대해 비판하며, 이는 모니카가 플레이어의 PC를 장악하고 있다는 느낌을 빼앗아갔다고 주장했다. 그는 PC 버전을 플레이할 때는 두려움을 느꼈지만, 닌텐도 스위치 버전에서는 그렇지 않았으며, 그녀가 그만큼 살아 있는 것처럼 보이지 않았다고 말했다. 게임 인포머 작가 제이콥 겔러는 모니카와 웨스트월드의 개념을 비교했다. 그는 모니카가 인간인지 아닌지에 대한 개념에 대해 의문을 제기하며, 인간의 마음을 복사하여 붙여넣은 것이 인간으로 간주될 수 있는지에 대한 아이디어를 논의했다. 팬바이트 작가 카라 데니슨은 모니카의 성격에 대해 논했다. 그녀는 그녀를 "예쁘고, 지적이며, 운동 능력이 뛰어나고, 동기 부여가 잘 되어 있다"고 평가했지만, 그녀가 자기애적 인격장애 증상일 수 있는 경향을 보였다고 지적했다. 이러한 특징에는 끊임없는 관심 요구, 다른 사람을 현실이 아닌 것으로 인식하는 것, 친구들을 아무런 걱정 없이 삭제할 수 있는 능력이 포함된다. 또한 그녀는 나르시시스트가 관심을 얻기 위해 사용할 수 있는 전술인 타인을 비방하는 것에 대해 논하며, 소셜 미디어에 비방하는 게시물을 올리는 것과 모니카가 다른 사람들의 코드를 수정하는 것 사이의 대조를 그렸다.
피시게임스엔 작가 미치 제이 라인햄은 모니카의 이야기가 비극적이라고 생각했으며, 그녀가 단지 비디오 게임의 부차적인 캐릭터이고, 플레이어와 현실 세계가 그녀가 그 이상이 될 수 있는 곳을 나타낸다는 점을 논의했다. IGN 재팬 작가 후지타 쇼헤이는 모니카와 플레이어만 남겨진 순간이 무섭다고 이야기했으며, 글리치나 놀라게 하는 요소와 같은 일이 발생할까 봐 걱정했다. 후지타는 30분 동안 그녀의 이야기를 들었고, 그녀가 말하는 것이 생각할 거리를 제공한다고 느꼈다. 그는 모니카를 게임의 가장 좋은 측면 중 하나로 꼽았다. 디스트럭토이드 작가 샬럿 커츠는 모니카를 "혐오스러운 캐릭터"로 간주하며, 게임 시작부터 그녀에게 뭔가 이상한 점이 느껴졌다고 주장했다. 작가 이즈모 스나요시는 그녀를 게임 최고의 캐릭터이자 지난 10년간 최고의 여성 캐릭터 중 한 명으로 간주했다. 그들은 모니카의 외로움에 대해 논하며, 그녀의 감정이 그들에게 공감했다고 주장했다. 그들은 또한 게임 끝에서 모니카의 마지막 말이 그들에게 충격을 주었고, 외로운 사람들에게 게임을 플레이하여 모니카의 말을 들을 수 있도록 격려했다.